# Kazimierz Zipser
Kazimierz Zipser (ur. 2 stycznia 1875 w Zbarażu, zm. 8 czerwca 1961 we Wrocławiu) – polski inżynier kolejnictwa, rektor Politechniki Lwowskiej.

## Życiorys
Syn Juliusza. W 1892 ukończył IV C.K. Gimnazjum i Wyższą Szkołę Realną we Lwowie. Działał w tajnym ruchu niepodległościowym na obszarze Galicji. W latach 1892–1898 studiował w Wydziale Inżynierii Politechniki Lwowskiej. Przez szereg kolejnych lat pracował przy budowie linii kolejowych i w administracji kolei w Innsbrucku i Lwowie oraz w Stanisławowie. W 1921 mianowany profesorem zwyczajnym kolejnictwa na Politechnice Lwowskiej i kierownikiem Katedry Kolejnictwa. W 1925 był redaktorem „Czasopisma Technicznego”. Był dziekanem Wydziału Inżynieryjnego PLw w latach 1925/1926 i 1936/1937 oraz rektorem uczelni w latach 1928/1929 i 1932/1933. Był członkiem Polskiego Towarzystwa Politechnicznego we Lwowie.
Był działaczem Ligi Obrony Powietrznej i Przeciwgazowej, w 1931 został członkiem zarządu komitetu wojewódzkiego lwowskiego. 16 kwietnia 1936 został wybrany ponownie wiceprezesem zarządu Lwowskiego Okręgu Wojewódzkiego Ligi Obrony Powietrznej i Przeciwgazowej.
W czasie pierwszej okupacji sowieckiej Lwowa (1939–1941) pracował nadal na uczelni, w czasie okupacji hitlerowskiej był wykładowcą na Państwowych Technicznych Kursach Zawodowych (1942–1944), które okupanci utworzyli na terenie PLw jako substytut uczelni technicznej.
Zmuszony do wyjazdu ze Lwowa w 1945 wyjechał najpierw do Krakowa, gdzie był profesorem na AGH – w latach 1945–1947 jako dziekan Wydziału Inżynieryjnego, następnie od 1947 do Wrocławia, gdzie do 1958 był kierownikiem katedry budowy kolei na Politechnice Wrocławskiej, zaś w latach 1947–1949 był prorektorem PWr.
Był żonaty z Heleną z domu Błońską (zm. w 1983 w wieku 87 lat). Ojciec architekta, prof. Tadeusza Zipsera.
Pochowany na Cmentarzu św. Wawrzyńca we Wrocławiu.

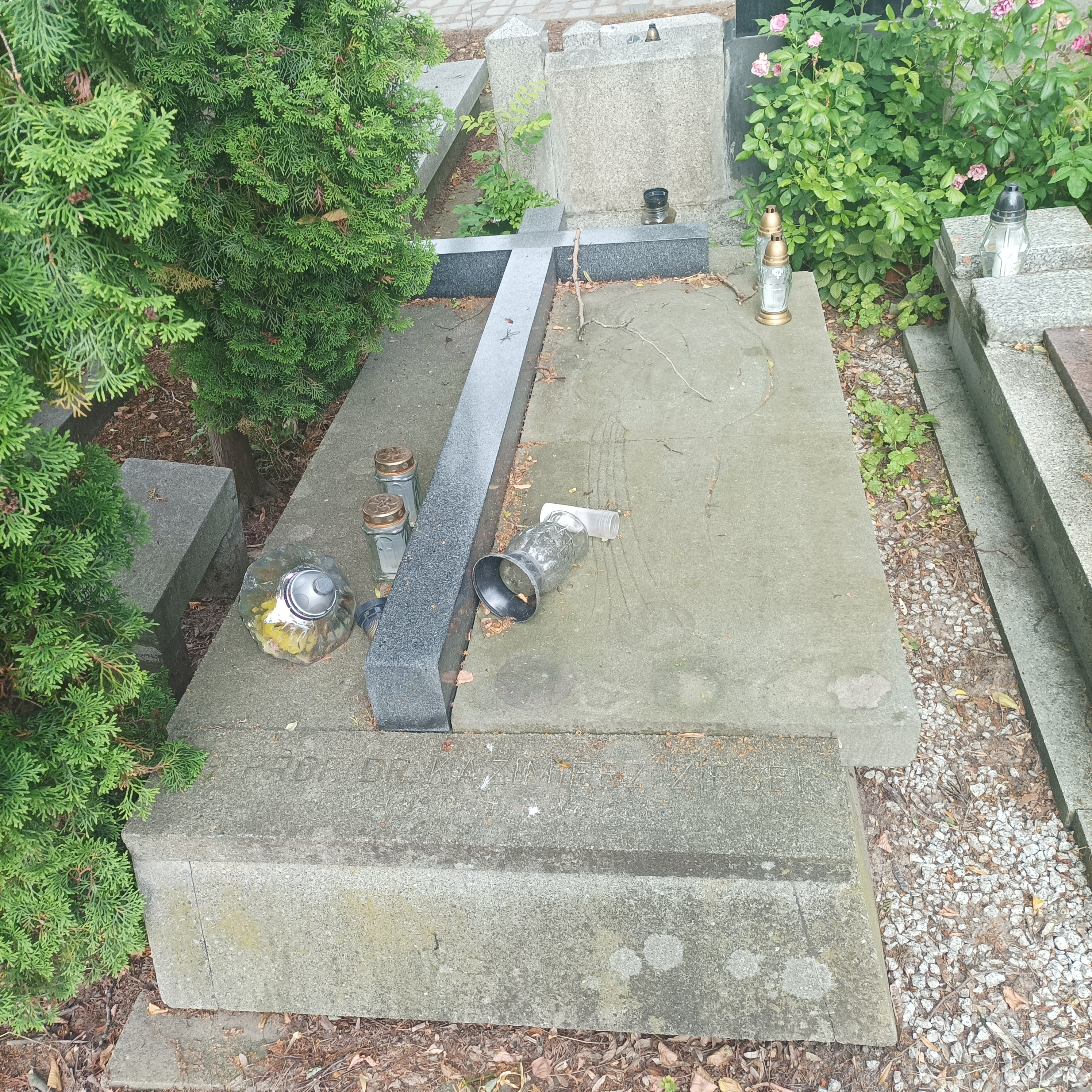
Grób prof. Kazimierza Zipsera na cmentarzu św. Wawrzyńca we Wrocławiu

## Ordery i odznaczenia
- Krzyż Komandorski Orderu Odrodzenia Polski (11 listopada 1936)[10][11][12]
- Krzyż Oficerski Orderu Odrodzenia Polski (22 lipca 1950)[13]
- Złoty Krzyż Zasługi (dwukrotnie: 13 maja 1933[14], 28 września 1954[15])
- Kawaler Orderu Franciszka Józefa (Austro-Węgry, 1917)[16]